# Massoco
Der Massoco (portugiesisch Ribeira Massoco) ist ein osttimoresischer Fluss im Verwaltungsamt Iliomar (Gemeinde Lautém) im Südosten der Insel Timor.

## Verlauf
Der Massoco entspringt im Südwesten des Sucos Fuat und nimmt in diesem Gebiet mehrere kleine Bäche auf. Der Massoco fließt dann nach Süden in den Suco Iliomar I und mündet schließlich östlich des Ortes Iradarate in die Timorsee.